# Frigidarium

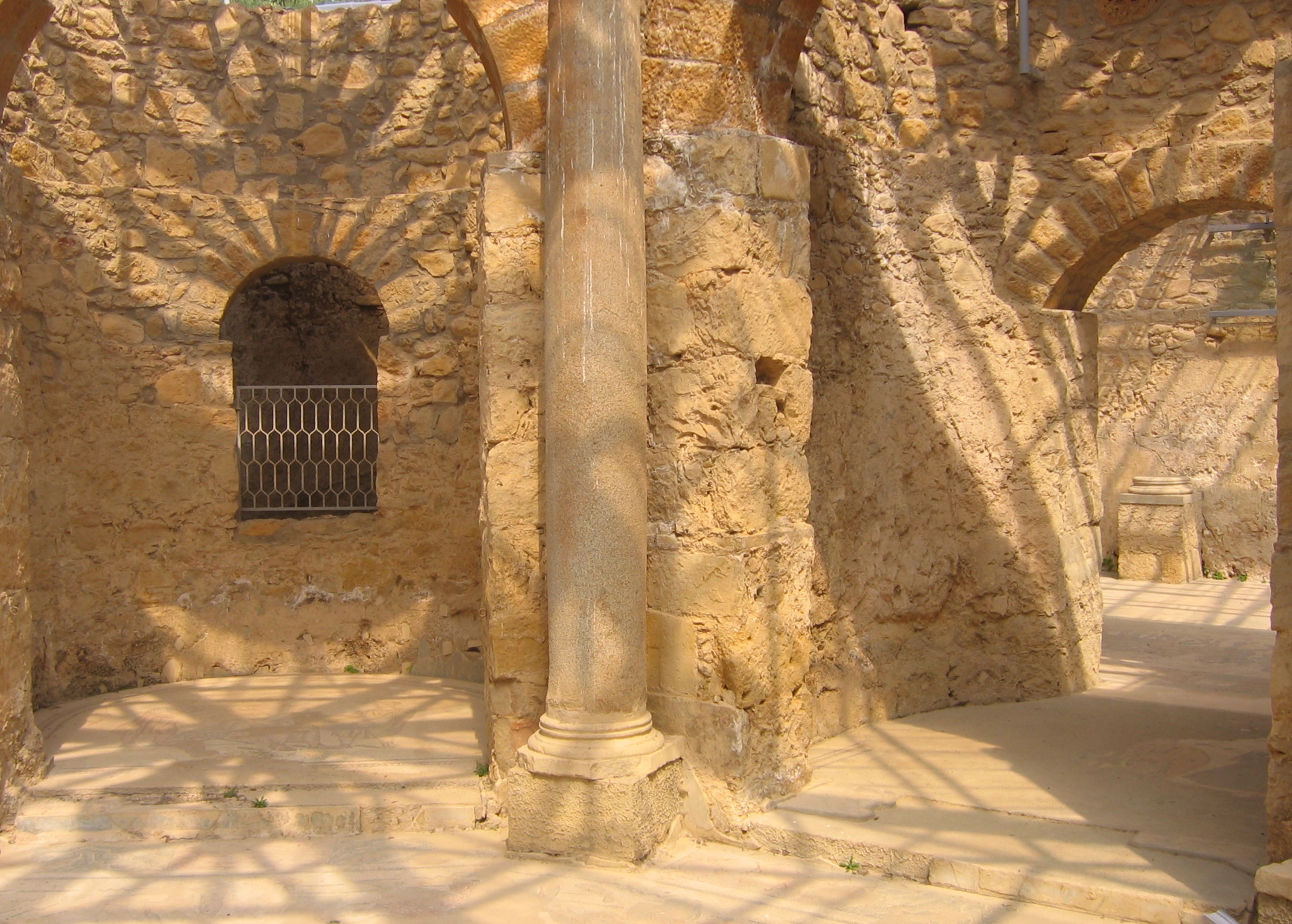
Frigidarium de la Villa del Casale, en Sicilia.

El frigidarium consistía, en las termas romanas, en el local donde se tomaban los baños fríos.
Consistía básicamente en una piscina para la inmersión hasta la altura del hombro, pudiendo ser grande o pequeña. Su función era, después de haber abierto los bañistas sus poros con los baños calientes en el tepidarium y del caldarium, cerrarlos de nuevo.
Era la última de las etapas de los baños públicos.
Las mayores del mundo eran las de las Termas de Caracalla y la de las Termas de Diocleciano, en la Roma Antigua.